# 鹅公湖
鹅公湖，是一个位于中国湖南省岳阳市的淡水湖。
鹅公湖面积约为2.52平方千米，属于长江区。它的一级流域为长江流域，二级流域为长江干流水系。